# Эйблман против Бута
«Эйблман против Бута» (англ. Ableman v. Booth) — прецедентное дело в Верховном суде США (1859)
В 1854 редактор-аболиционист Шерман М. Бут был арестован по обвинению в нарушении Закона о беглых рабах 1850 года, поскольку подстрекал к побегу большую группу чернокожих рабов в штате Висконсин, находившихся в собственности федерального чиновника Стивена В. Р. Эйблмана. Бут апеллировал к Верховному суду штата Висконсин, который признал федеральный закон противоречащим Конституции США и приказал освободить Бута. Тогда Эйблман обратился в Верховный суд США, который в своём решении подтвердил конституционность Закона о беглых рабах 1850 и указал, что решение Верховного суда штата Висконсин, освободившего Бута от ответственности за нарушение закона, противоречит Конституции. Указывалось также, что суд штата не вправе начать судебное преследование заключённого, содержащегося под стражей в федеральной тюрьме. В решении чётко разграничивалась компетенция судов федерального и штатного уровня, устанавливалось верховенство федеральных органов власти над штатными. Это дело также продемонстрировало, насколько аболиционисты Севера были возмущены принятием Закона о беглых рабах.